# Список серий аниме «Токийский гуль»
«Токийский гуль» (яп. 東京喰種-トーキョーグール- То:кё: гу:ру) — аниме-сериал, созданный на основе манги, написанной Суи Исидой.
Производством аниме-адаптации занималась студия Pierrot, режиссёром стал Сюхэй Морита, сценарий написал Тюдзи Микасано, а дизайном персонажей занимался Кадзухиро Мива. Первый сезон транслировался с 4 июля по 19 сентября 2014 года на телеканале Tokyo MX, а позднее и на TVA, TVQ, TVO, AT-X, Dlife. Второй сезон под названием «Tokyo Ghoul √A» транслировался с 9 января по 27 марта 2015 года. Аниме-адаптация «Tokyo Ghoul: re» была разделена на два сезона. Первый (третий) сезон транслировался с 3 апреля по 19 июня 2018 года. Второй (четвёртый) сезон транслировался с 9 октября по 25 декабря того же года.
Сериал лицензирован на английском языке в Северной Америке компанией Funimation, в Австралии — Madman Entertainment, а в Великобритании — Anime Limited.
Трансляция первых двух сезонов сериала в России началась на телеканале 2x2 4 декабря 2017 года. Последние два сезона выходили в эфир на следующий день после премьеры новых серий.
7 ноября 2020 года сериал стал доступен на «Кинопоиск HD».
20 января 2021 года в Колпинском районном суде Санкт-Петербурга было вынесено постановление о запрете распространения аниме-сериала «Токийский гуль» на некоторых пиратских сайтах. Помимо этого, 2 июля 2021 года по требованию Роскомнадзора сериал был удалён с сервиса «Кинопоиск HD». Однако блокировка не коснулась эпизодов-OVA и полнометражных фильмов.

## Содержание
| Сезон | Сезон | Серии | Даты показа      | Даты показа      |
| Сезон | Сезон | Серии | Первая серия     | Последняя серия  |
| ----- | ----- | ----- | ---------------- | ---------------- |
|       | 1     | 12    | 4 июля 2014      | 19 сентября 2014 |
|       | 2     | 12    | 9 января 2015    | 27 марта 2015    |
|       | 3     | 12    | 3 апреля 2018    | 19 июня 2018     |
|       | 4     | 12    | 9 октября 2018   | 25 декабря 2018  |
|       | OVA   | 2     | 30 сентября 2015 | 25 декабря 2015  |

## Список серий

### Tokyo Ghoul (2014)
Открывающую композицию «Unravel» исполнил Тору Китадзима из группы Ling Tosite Sigure, а закрывающую, «Seijatachi» (яп. 聖者たち), исполнила группа People in the Box. 
| 1 | Трагедия «Хигэки» (悲劇)        | 4 июля 2014 года      | 4 декабря 2017 года  |
| Студент Кэн Канэки знакомится с красивой и загадочной девушкой, не подозревая о том, что она является гулем. После свидания Ридзэ просит Канэки проводить её до дома, и, заманив в безлюдное место, собирается съесть, но в это время сверху на них падают металлические балки. Ридзэ погибает, Канэки же врачи спасают, пересадив ему органы Ридзэ. После операции юноша понимает, что с ним что-то не так: его мучает голод, однако обычная еда ему отвратительна. Кэн понимает, что стал гулем. |                                 |                       |                      |
| 2 | Перерождение «Фука» (孵化)      | 11 июля 2014 года     | 5 декабря 2017 года  |
| Канэки пытается приспособиться к новой жизни. В этом ему помогает Ёсимура, хозяин кафе «Антэйку» — места, где собираются гули двадцатого района, и которое снабжает пищей тех гулей, которые не способны охотиться самостоятельно. Нисики Нисио учится в том же университете, что и Канэки, но Кэн и не подозревал, что Нисики может быть гулем. Более того, Нисио охотится на лучшего друга Канэки — Хидэ. Кэн изо всех сил старается противостоять Нисики и защитить своего друга любой ценой.   |                                 |                       |                      |
| 3 | Белый голубь «Сиро Хато» (白鳩) | 18 июля 2014 года     | 6 декабря 2017 года  |
| После спасения Хидэ Канэки присоединяется к «Антэйку». Ёсимура учит Канэки некоторым секретам гулей, помогающих им прижиться в человеческом обществе, а Тока рассказывает про общество гулей. Вскоре в кафе приходит ещё один гуль, Сю Цукияма. Он проявляет к Канэки странный интерес. |                                 |                       |                      |
| 4 | Ужин «Бансан» (晩餐)            | 25 июля 2014 года     | 7 декабря 2017 года  |
| Несмотря на предостережение Токи, Канэки сближается с Цукиямой, однако его не покидает чувство опасности, будто тот готовит для него ловушку. Впоследствии оказывается, что опасения были не напрасны. |                                 |                       |                      |
| 5 | Шрам «Дзанкон» (残痕)           | 1 августа 2014 года   | 8 декабря 2017 года  |
| Канэки удаётся выбраться с вечера гулей-гурманов живым, однако Цукияма всё ещё одержим идеей съесть его, и готовит для Канэки новую ловушку. С этой целью он похищает подругу Нисио, которая является человеком. Нисики ранен и не способен сражаться. Тока и Канэки противостоят Цукияме вдвоём. |                                 |                       |                      |
| 6 | Ливень «Сю:у» (驟雨)            | 8 августа 2014 года   | 11 декабря 2017 года |
| Цукияма терпит поражение в бою против Токи, Канэки и пришедшего на помощь Нисики. Недавние события привлекли к двадцатому району внимание полиции, которая посылает туда своих лучших следователей: Курэо Мадо и Котаро Амона. В двадцатом районе становится всё опаснее. |                                 |                       |                      |
| 7 | Плен «Ю:сю:» (幽囚)             | 15 августа 2014 года  | 12 декабря 2017 года |
| Мадо убивает Рёко. Тока, решив отомстить, выслеживает Котаро и нападает на него и на его сотрудников. Она убивает одного, но вскоре появляется Мадо и не сильно ранит Току, однако Тока вынуждена отступить. Канэки говорит Токе, что тоже хочет биться со следователями. Он берёт маску у Уты. |                                 |                       |                      |
| 8 | Цикл «Энкан» (円環)             | 22 августа 2014 года  | 13 декабря 2017 года |
| Хинами, дочь Рёко, которую теперь выслеживает Мадо, сбегает из «Антэйку». Канэки и Тока отправляются на её поиски. В бою с Котаро Канэки стремится защищаться, но не атаковать. Он считает, что таким образом сможет показать людям, что гули такие же, как они, и не заслуживают истребления. В бою Канэки впадает в ярость, но сдерживает её, и Амону удаётся скрыться. Мадо погибает. |                                 |                       |                      |
| 9 | Птичья клетка «Торикаго» (鳥籠) | 29 августа 2014 года  | 14 декабря 2017 года |
| После боя с Мадо Хинами начинает жить вместе с Токой. Котаро переживает из-за потери своего друга и боевого товарища, но продолжает работать: его направляют в одиннадцатый район, где полиция уже не справляется с бесстрашными гулями. |                                 |                       |                      |
| 10 | Аогири «Аогири» (青桐)          | 5 сентября 2014 года  | 15 декабря 2017 года |
| Канэки похищает троица из Аогири, подпольного общества гулей, которые были заинтересованы в Ридзэ. В это время Котаро знакомится со своим новым партнёром по охоте на гулей, Дзюдзо Судзуей, который ведёт себя эксцентрично и беспечно. |                                 |                       |                      |
| 11 | Боевой дух «Сё:тэн» (衝天)      | 12 сентября 2014 года | 18 декабря 2017 года |
| Друзья Канэки из кафе «Антэйку» собираются спасти его. В это время над Канэки издевается Джейсон, который является членом Аогири, один из тройки, которая похитила Канэки. В то же время их укрытие штурмует полиция. Под прикрытием штурма друзья Канэки пытаются пробиться к нему. |                                 |                       |                      |
| 12 | Гуль «Кюсю» (喰種)              | 19 сентября 2014 года | 19 декабря 2017 года |
| Джейсон продолжает пытать Канэки. Во время пыток у Канэки случаются видения, в которых он видит Ридзэ, предлагающую ему принять сущность гуля. У Канэки седеют волосы, после чего он начинает сражение с Джейсоном и побеждает его. Поверженного Джейсона Канэки начинает поедать. |                                 |                       |                      |

### Tokyo Ghoul √A (2015)
Открывающую композицию ко второму сезону исполнила Аи Камано, она называется «Munou» (яп. 無能), а закрывающую, «Kisetsu wa Tsugitsugi Shindeiku» (яп. 季節は次々死んでいく), исполнила группа Amazarashi.
| № серии | Название                            | Трансляция в Японии  | Трансляция в России  |
| ------- | ----------------------------------- | -------------------- | -------------------- |
| 1       | Крах «Син Ко:» (新洸)               | 9 января 2015 года   | 20 декабря 2017 года |
| 2       | Танцующие цветы «Маика» (舞花)      | 16 января 2015 года  | 21 декабря 2017 года |
| 3       | Висельник «Цу Хито» (吊人)          | 23 января 2015 года  | 22 декабря 2017 года |
| 4       | Глубоко внутри «Синсо:» (深層)      | 30 января 2015 года  | 25 декабря 2017 года |
| 5       | Раскол «Кирэцу» (裂目)              | 6 февраля 2015 года  | 26 декабря 2017 года |
| 6       | Тысяча путей «Тидзи» (千路)         | 13 февраля 2015 года | 27 декабря 2017 года |
| 7       | Проникновение «То:ка» (透過)        | 20 февраля 2015 года | 28 декабря 2017 года |
| 8       | Старая Девятка «Кю: Кю:» (旧九)     | 27 февраля 2015 года | 29 декабря 2017 года |
| 9       | Затишье в городе «Мати Моти» (街望) | 6 марта 2015 года    | 30 декабря 2017 года |
| 10      | Последний дождь «Цуи Амэ» (終雨)    | 13 марта 2015 года   | 30 декабря 2017 года |
| 11      | Море цветов «Мицуру Хана» (溢花)    | 20 марта 2015 года   | 30 декабря 2017 года |
| 12      | Кэн «Кэн» (研)                      | 27 марта 2015 года   | 30 декабря 2017 года |

### Tokyo Ghoul:re (2018)
Открывающую композицию третьего сезона исполнила группа Cö shu nie, и она называется «Asphyxia», а закрывающую, «HALF», исполнила группа Queen Bee.
| № серии | Название                                                                    | Трансляция в Японии | Трансляция в России |
| ------- | --------------------------------------------------------------------------- | ------------------- | ------------------- |
| 1       | Те, Кто Охотятся: START «Какуса-тати START» (狩る者たち ＳＴＡＲＴ)         | 3 апреля 2018 года  | 4 апреля 2018 года  |
| 2       | member: Осколки «Какэра member» (欠片 member)                               | 10 апреля 2018 года | 11 апреля 2018 года |
| 3       | fresh: Ева «Дзэнъясай fresh» (前夜祭 fresh)                                 | 17 апреля 2018 года | 18 апреля 2018 года |
| 4       | MAIN: Аукцион «О:кусён MAIN» (オークション MAIN)                            | 24 апреля 2018 года | 25 апреля 2018 года |
| 5       | PresS: Наступающая Ночь «Тири Юку Ёру PresS» (散りゆく夜 PresS)             | 1 мая 2018 года     | 2 мая 2018 года     |
| 6       | turn: В Конце «Соно, Хатэ ни turn» (その、果てに turn)                      | 8 мая 2018 года     | 9 мая 2018 года     |
| 7       | mind: Дни Воспоминаний «Кокорообоэ Ариси Хиби mind» (心覚え在りし日々 mind) | 15 мая 2018 года    | 16 мая 2018 года    |
| 8       | TAKe: Единственный, Кто Страдает «Угомэку Моно TAKe» (蠢くモノ TAKe)        | 22 мая 2018 года    | 23 мая 2018 года    |
| 9       | play: Былой Дух «Бо:рэй play» (亡霊 play)                                   | 29 мая 2018 года    | 30 мая 2018 года    |
| 10      | think: Встряска «Юрэру think» (ゆれる think)                                | 5 июня 2018 года    | 6 июня 2018 года    |
| 11      | writE: Пропавший без вести «Кэцураку-ся writE» (欠落者 writE)               | 12 июня 2018 года   | 13 июня 2018 года   |
| 12      | Beautiful Dream: Рассвет «Ёакэ Beautiful Dream» (夜明け Beautiful Dream)    | 19 июня 2018 года   | 20 июня 2018 года   |

### Tokyo Ghoul:re 2nd Season (2018)
Открывающую тему четвёртого сезона «katharsis» вновь исполнил Тору Китадзима из группы Ling Tosite Sigure, а закрывающую, «Rakuen no Kimi», исполнила группа österreich.
| № серии | Название                                                                           | Трансляция в Японии  | Трансляция в России  |
| ------- | ---------------------------------------------------------------------------------- | -------------------- | -------------------- |
| 13 (1)  | Place: И вновь «Соситэ мо:итидо Place» (そして、もう一度 Place)                    | 9 октября 2018 года  | 10 октября 2018 года |
| 14 (2)  | VOLT: Белая тьма «Сирой ями VOLT» (白い闇 VOLT)                                    | 16 октября 2018 года | 17 октября 2018 года |
| 15 (3)  | union: Перекрёстная игра «Куросу гэ:му union» (クロスゲーム union)                 | 23 октября 2018 года | 24 октября 2018 года |
| 16 (4)  | vive: Сломленный «Нокосита моно vive» (遺したもの vive)                            | 30 октября 2018 года | 31 октября 2018 года |
| 17 (5)  | MovE: Встреча с бродягой «Дэай, томадои MovE» (出会い、とまどい MovE)              | 6 ноября 2018 года   | 7 ноября 2018 года   |
| 18 (6)  | FACE: Великолепие «Какукакутару FACE» (赫赫たる FACE)                              | 13 ноября 2018 года  | 14 ноября 2018 года  |
| 19 (7)  | proof: Узы «Кидзуна proof» (紲 proof)                                              | 20 ноября 2018 года  | 21 ноября 2018 года  |
| 20 (8)  | incarnation: Пробуждённое дитя «Мэдзамэта ко incarnation» (めざめた子 incarnation) | 27 ноября 2018 года  | 28 ноября 2018 года  |
| 21 (9)  | morse: Напоминание «Кокорообоэ morse» (心覚え morse)                               | 4 декабря 2018 года  | 5 декабря 2018 года  |
| 22 (10) | call: Конец трагедии «Хигэки но хатэ call» (悲劇の果て call)                       | 11 декабря 2018 года | 12 декабря 2018 года |
| 23 (11) | ACT: Столкновение «Кайго: ACT» (邂逅 ACT)                                          | 18 декабря 2018 года | 19 декабря 2018 года |
| 24 (12) | Финальная серия                                                                    | 25 декабря 2018 года | 26 декабря 2018 года |

### OVA
| 1 | Джек «То:кё: Гу:ру [Джек]» (東京喰種トーキョーグール [JACK])    | 30 сентября 2015 года | 7 ноября 2020 года |
| Эпизод рассказывает о юном следователе Кисё Ариме, параллельно учащемся в школе и расследующем дело гуля, именуемого «Фонарём». Для поимки «Фонаря» Арима объединяется со своими одноклассниками Тайси Фурой и Минами Урукой, вместе с которыми убивает больше 30 гулей. Впоследствии оказывается, что Минами и есть «Фонарь». Во время завязавшегося сражения Тайси наносит Минами смертельное ранение, и та умирает. В наши дни Тайси, как и Арима, работает в CCG. |                                                                 |                       |                    |
| 2 | Пинто «То:кё: Гу:ру [Пинто]» (東京喰種トーキョーグール [PINTO]) | 25 декабря 2015 года  | 7 ноября 2020 года |
| Во время убийства мужчины в парке Сю Цукияма был запечатлён на камеру фотографом Тиэ Хори. Цукияма проявляет интерес к Хори и решает не убивать её. Он узнаёт девушку получше, и между ними завязывается дружба. |                                                                 |                       |                    |

## Список Blu-ray/DVD
| Номер издания | Номер издания | Серии         | Обложка         | Дата релиза      | Номер Blu-ray | Номер DVD |
| ------------- | ------------- | ------------- | --------------- | ---------------- | ------------- | --------- |
|               | vol.1         | 1-3           | Кэн Канэки      | 26 сентября 2014 | TCBD-0385     | TCED-2340 |
| vol. 2        | 4-6           | Тока Кирисима | 31 октября 2014 | TCBD-0386        | TCED-2341     |           |
| vol. 3        | 7-9           | Сю Цукияма    | 28 ноября 2014  | TCBD-0387        | TCED-2342     |           |
| vol. 4        | 10-12         | Кэн Канэки    | 26 декабря 2014 | TCBD-0388        | TCED-2346     |           |

| Номер издания | Номер издания | Серии                           | Обложка         | Дата релиза   | Номер Blu-ray |
| ------------- | ------------- | ------------------------------- | --------------- | ------------- | ------------- |
|               | vol.1         | 1-2                             | Кэн Канэки      | 27 марта 2015 | TCBD-0444     |
| vol. 2        | 3-4           | Сю Цукияма, Наки                | 24 апреля 2015  | TCBD-0445     |               |
| vol. 3        | 5-6           | Дзюдзо Судзуя, Юкинори Синохара | 29 мая 2015     | TCBD-0446     |               |
| vol. 4        | 7-8           | Акира Мадо, Котаро Амон         | 26 июня 2015    | TCBD-0447     |               |
| vol. 5        | 9-10          | Тока Кирисима, Хинами Фуэгути   | 31 июля 2015    | TCBD-0448     |               |
| vol. 6        | 11-12         | Кэн Канэки, Хидэёси Нагатика    | 28 августа 2015 | TCBD-0449     |               |

| Номер издания | Номер издания | Серии                                                                     | Обложка                                                              | Дата релиза  | Номер Blu-ray |
| ------------- | ------------- | ------------------------------------------------------------------------- | -------------------------------------------------------------------- | ------------ | ------------- |
|               | vol.1         | 1-2                                                                       | Гинси Сирадзу, Тоору Муцуки, Хайсэ Сасаки, Уриэ Куки, Сайко Ёнэбаяси | 27 июня 2018 | TCBD-0742     |
| vol. 2        | 3-4           | Уриэ Куки, Гинси Сирадзу                                                  | 25 июля 2018                                                         | TCBD-0743    |               |
| vol. 3        | 5-6           | Тоору Муцуки, Сайко Ёнэбаяси                                              | 29 августа 2018                                                      | TCBD-0744    |               |
| vol. 4        | 7-8           | Дзюдзо Судзуя, Кэйджин Накарай, Абара Ханбэй, Мизуро Тамаки, Миюки Микагэ | 26 сентября 2018                                                     | TCBD-0745    |               |
| vol. 5        | 9-10          | Канаэ фон Росэвальд, Сю Цукияма                                           | 31 октября 2018                                                      | TCBD-0746    |               |
| vol. 6        | 11-12         | Фурута Нимура, Это                                                        | 28 ноября 2018                                                       | TCBD-0747    |               |

| Номер издания | Номер издания | Серии                                   | Обложка                | Дата релиза     | Номер Blu-ray |
| ------------- | ------------- | --------------------------------------- | ---------------------- | --------------- | ------------- |
|               | vol.1         | 1-3 (13-15)                             | Кэн Канэки, Кисё Арима | 21 декабря 2018 | TCBD-0800     |
| vol. 2        | 4-6 (16–18)   | Кэн Канэки, Сю Цукияма                  | 30 января 2019         | TCBD-0801       |               |
| vol. 3        | 7-9 (19–21)   | Кэн Канэки, Хидэёси Нагатика            | 27 февраля 2019        | TCBD-0802       |               |
| vol. 4        | 10-12 (22–24) | Итика Канэки, Кэн Канэки, Тока Кирисима | 27 марта 2019          | TCBD-0803       |               |